# リー・ストロベル
リー・パトリック・ストロベルは1952年1月25日に（イリノイ州）アーリントンハイツで生まれ育った。ストロベルは調査報道家で、単立の福音主義の牧師で、アメリカ出身の著作家である。『ナザレのイエスは神の子か?―「キリスト」を調べたジャーナリストの記録』という作品はストロベルのベストセラー本で、映画化もされた。

## 伝記
ストロベルはミズーリ大学のジャーナリズムの学位を受け、イェール・ロー・スクールでの法学修士号を取得。それから、シカゴ・トリビューン、その他のメディア等の為にジャーナリストになりました。
1980年に妻が改宗した後、厳格な無神論者であったストロベルは、イエス・キリストが復活しなかったことを妻に証明するために深い調査を行ったが、その結果は彼を信仰に導き出した。調査の結果、彼は1981年11月8日にクリスチャンになった。

### 聖職
1987年、ストロベルは（イリノイ州）サウス・バリントンのウィロー・クリークのコミュニティ教会の教職牧師になった。1998年に『The Case of Christ』という新約聖書に関する調査をした本を出版した。2000年、南部バプテスト連盟に関連されたレイクフォレストのサドルバック教会で牧師になった。2004年には、フェース・アンダー・ファイヤーのテレビ番組のために、牧師の職を辞した 。2014年、ザ・ウッドランズ（The Woodlands）のウッドランズ教会で教鞭牧師になり、同時にヒューストン・クリスチャン大学でキリスト教思想教授になった 。ストロベルが出版した『ナザレのイエスは神の子か?―「キリスト」を調べたジャーナリストの記録』は映画作品として2017年に映画館で上映された。

## 受賞歴
1980年にインディアナ州ワイナマックでのフォード・モーター裁判の取材の際、UPIの公共サービスジャーナリズムとして、イリノイ州の最大級の「レン・H・スモールメモリアル」賞を受賞。
2007年にストロベルはキリスト教弁証論への貢献が認められ、南部福音主義神学校から名誉博士号を授与された。

## 私生活
ストロベルはレスリー・ストロベルと結婚し。2人の子供と数人の孫がいる。

## 書誌
- Reckless Homicide? Ford's Pinto Trial (1980年) ISBN 0-89708-022-X
- Inside the Mind of Unchurched Harry and Mary (1993年) ISBN 0-310-37561-4
- What Jesus Would Say (1994年) ISBN 0-310-48511-8
- God's Outrageous Claims (1998年) ISBN 0-310-26612-2
- Surviving a Spiritual Mismatch in Marriage (2002年) ISBN 0-310-22014-9
- Experiencing the Passion of Jesus (2004年), co-écrit avec Garry Poole, Zondervan, ISBN 0-310-26375-1
- Discussing the Da Vinci Code: Exploring the Issues Raised by the Book and Movie (2006年) ISBN 0-310-27263-7
- The Unexpected Adventure: Taking Everyday Risks to Talk with People about Jesus (2009年), Zondervan, ISBN 0-310-28392-2
- The Ambition: A Novel (2011年), Zondervan, ISBN 0-310-29267-0
- Today's Moment of Truth: Devotions to Deepen Your Faith in Christ (2016年), Zondervan, ISBN 0-310-35940-6

### 作品のシリーズ
- The Case for Christ, (1998年), Vida, ISBN 9782847003079

- The Case for Faith: A Journalist Investigates the Toughest Objections to Christianity (2000年), Vida, ISBN 9782847000221

- The Case for a Creator: A Journalist Investigates Scientific Evidence That Points Toward God (2004年), Vida, ISBN 9782847001112
- The Case for Easter: Journalist Investigates the Evidence for the Resurrection (2004年), Zondervan, ISBN 0-310-25475-2
- Case for Christmas: A Journalist Investigates the Identity of the Child in the Manger, (2005年), Vida, ISBN 9782847000931

- The Case for the Real Jesus: A Journalist Investigates Current Attacks on the Identity of Christ (2007年), Zondervan, ISBN 0-310-24210-X
- The Case for Christianity Answer Book (1日7月2014年), Zondervan, ISBN 0-310-33955-3
- The Case for Hope: Looking Ahead with Confidence and Courage (2015年), Zondervan, ISBN 0-310-33957-X
- The Case for Grace: A Journalist Explores the Evidence of Transformed Lives (2015年), Ourania, ISBN 9782889130115

### 児童書
- The Case for Faith for Kids (2006年), Zonderkidz, ISBN 978-0-310-71146-9
- The Case for Christ for Kids (2006年), Zonderkidz, ISBN 978-0-310-71147-6
- A Case for a Creator for Kids (2006年), Zonderkidz, ISBN 978-0-310-71148-3
- Off My Case for Kids: 12 Stories to Help You Defend Your Faith (2006), Zonderkidz, ISBN 978-0-310-71199-5

- 2016年 : 神は死んだのか（映画作品）